# John Van Antwerp Fine Jr.
John Van Antwerp Fine (Williamstown, 9 settembre 1939) è un bizantinista, medievista e storico delle religioni statunitense. È professore di storia balcanica e bizantina all'Università del Michigan e ha scritto diversi libri sull'argomento.

## Biografia
È nato nel 1939 ed è cresciuto a Princeton, nel New Jersey. Suo padre, John Van Antwerp Fine Sr. (1903-87), era professore di storia greca presso il dipartimento di studi classici dell'Università di Princeton. Anche sua madre, Elizabeth Bunting Fine, era una classicista e insegnava latino e greco alla Miss Fine's School.
Fine Jr. si è laureato all'Università di Harvard, interessandosi poi allo studio della parentesi bizantina, della storia dei Balcani e della Russia medievale. Ha conseguito il dottorato di ricerca ad Harvard nel 1968 e ha iniziato a insegnare all'Università del Michigan nel 1969.

### Carriera ed interessi accademici
Il medievista Paul Stephenson, professore ordinario presso la School of History and Heritage dell'Università di Lincoln e socio della Royal Historical Society, ha espresso grande stima per il lavoro di Fine e lo ha paragonato a studiosi del calibro di Paul M. Barford, Simon Franklin e Jonathan Shepard.
I suoi interessi accademici spaziano dalla teologia e dalla storia del cristianesimo a Bisanzio e ai Balcani medievali e moderni. Le sue pubblicazioni sono diventate standard nel settore, in particolare le sue indagini sui Balcani medievali (1983 e 1987). Ha anche rivoluzionato il modo in cui gli studiosi comprendono la Chiesa bosniaca (prima pubblicazione nel 1975; ripubblicata in Inghilterra nel 2006), dimostrando che non fosse eretica.
Nel 2006, Fine ha pubblicato uno studio sulle nozioni di etnicità in Croazia dal periodo medievale al XIX secolo, intitolato When Ethnicity Did Not Matter in the Balkans. Nel 2008, Emily Greble Balić ha pubblicato una recensione positiva, affermando che "(o)ne of the book's great strengths is Fine's analysis of premodern "ethnic" identity" (uno dei grandi punti di forza del libro è l'analisi dell'identità "etnica" premoderna). Nel 2009, John K. Cox della North Dakota State University ha recensito il libro in modo ampiamente positivo, rilevando alcuni punti critici. Anche la recensione di James P. Anche la recensione di James P. Krokar del 2009 è stata positiva, affermando che il libro è un'aggiunta "estremamente importante" alla "storia slava del Sud e al dibattito sulla modernità della nazione". Nello stesso anno, Neven Budak dell'Università di Zagabria ha fornito una valutazione contrastante, notando sia alcuni aspetti positivi che negativi. Per quanto riguarda gli aspetti negativi, Budak ha lamentato "pregiudizi ideologici" e "conclusioni preconcette". Ha affermato che "l'autore non si è preparato metodologicamente, né ha approfondito le opere rilevanti di autori non croati", che l'approccio di Fine all'argomento "contrariamente alle intenzioni dichiarate - è tradizionalista nel suo metodo, superficiale e inaffidabile", sostenendo un "atteggiamento inappropriato nei confronti dei croati".

### Studi sulla storia della Bosnia
Fine ha anche contribuito alla comprensione della storia bosniaca, lavorando per correggere le idee sbagliate popolari, soprattutto durante le guerre balcaniche degli anni Novanta. È stato coautore di Bosnia ed Erzegovina: A Tradition Betrayed con l'ex studente Robert J. Donia (1994), un'opera pubblicata in Inghilterra, negli Stati Uniti e nella traduzione in bosniaco della Sarajevo di guerra (1995). Durante la guerra ha viaggiato e tenuto conferenze nelle città assediate di Sarajevo e Mostar.

## Opere
- (EN) John V. A. Fine, The Bosnian Church: a new interpretation. A study of the Bosnian Church and its place in state and society from the 13th to the 15th centuries, East European quarterly, 1975, ISBN 9780914710035, OCLC 0-914710-03-6.
  - (EN) John V. A. Fine, The Bosnian Church: its place in state and society from the thirteenth to the fifteenth centuries: a new interpretation, Saqi in association with the Bosnian Institute, a cura di Bosnian Institute, 2007, ISBN 0-86356-503-4, OCLC 74526539.
- (EN) John V. A. Fine, The early medieval Balkans: a critical survey from the sixth to the late twelfth century, a cura di Mazal Holocaust Collection, University of Michigan Press, 1983, ISBN 0-472-10025-4, OCLC 8494947.
  - (EN) John V. A. Fine, The Early Medieval Balkans: A Critical Survey from the Sixth to the Late Twelfth Century, a cura di Ann Arbor, University of Michigan Press, 1991  [1983].
- (EN) John V. A. Fine, The late medieval Balkans: a critical survey from the late twelfth century to the Ottoman Conquest, a cura di Ann Arbor, University of Michigan Press, 1987.
  - (EN) John V. A. Fine, The late medieval Balkans: a critical survey from the late twelfth century to the Ottoman Conquest, a cura di Ann Arbor, University of Michigan Press, 1994, ISBN 978-0-472-10079-8, OCLC 749133662.
- (EN) Robert J. Donia e John V. A. Fine, Bosnia and Hercegovina : a tradition betrayed, Londra, Hurst and Co., 1994, ISBN 1-85065-212-0, OCLC 31706681.
- (EN) John V. A. Fine, The Slavic Saint Jerome: An Entertainment, in Zvi Y. Gitelman e Roman Szporluk, Cultures and nations of Central and Eastern Europe: Essays in honor of Roman Szporluk, Cambridge, Massachusetts, Ukrainian Research Institute, Harvard University, 2000,  pp. 101-112, ISBN 0-916458-93-8, OCLC 43728888.
- (EN) John V. A. Fine, The Various Faiths in the History of Bosnia: Middle Ages to the Present, in Maya Shatzmiller, Islam and Bosnia: conflict resolution and foreign policy in multi-ethnic states, McGill-Queen's University Press, 2002,  pp. 3-23, ISBN 978-0-7735-7009-2, OCLC 180773120.
- (EN) John V. A. Fine, When ethnicity did not matter in the Balkans: a study of identity in pre-nationalist Croatia, Dalmatia, and Slavonia in the medieval and early-modern periods, a cura di Ann Arbor, University of Michigan Press, 2006, ISBN 978-0-472-02560-2, OCLC 588825093.